# Bo'i leganí
Bo'i legani (hebreo: יעלה יעלה בואי לגני), es una poesía (Piyut) escrita hacia el siglo XVI por el eminente expositor de las escrituras y poeta Yisra'el Nayárah (Israel Negara). La hermosísima letra que contiene, basada en el libro de la Biblia llamado "cantar de los Cantares", sostiene un giro interesante en el diálogo entre Dios e Israel basado en lo que sería un rey abandonando toda su opulencia y fama para mostrar la aceptación de la humildad de una muchacha campesina por puro efecto de su amor por ella. A continuación la letra de la canción Bo'i leganí, inmortalizada hoy por la voz tenor de Emile Zrihan y la Orquesta Andaluza de Israel. Se ha utilizado una transcripción fonética común del hebreo hacia el español y se ha rendido una traducción casi literal (no literaria) del texto.

## Letra
יַעֲלָה יַעֲלָה בּוֹאִי לְגַנִּי הֵנֵץ רִמּוֹן גַּם פָּרְחָה גַּפְנִי
Ya’alah ya’alah bo’i leganí, henetz rimón, gam parjáh gafní
Gacela gacela, ven a mi jardín, ya echó granada, también floreció mi vid
יָבוֹא דוֹדִי יָחִישׁ צְעָדָיו וְיֹאכַל אֶת פְּרִי מְגָדָיו
Yavo’ dodí, yajish tze’adáv, veyo’jal ‘et pri megadáv
Mi amado vendrá, se apresurará sus pasos y comerá el fruto de su cosecha
אִם יְדִידִי אָרְכוּ נְדוּדָיו אֵיךְ יְחִידָה אֵשֵׁב עַל כַּנִי
‘im yedidí ‘arjú ndudáv ‘eyj yejidáh ‘eshév ‘al kaní
Si mi amado, sus andanzas se alargaran, ¿cómo me sentaría sola en mi lugar (el templo)?
שׁוּבִי אֵלַי, אַתְּ בַּת אֲהוּבָה שׁוּבִי אַתְּ, וַאֲנִי אָשׁוּבָה
Shuví ‘elay ‘at bat ‘ahuváh, shuvi ‘at va’ani ‘ashuvah
Vuelve a mí tú, oh nena amada, vuelve tú y yo volveré (alusión a la profecía de Malaquías)
הִנֵּה עִמִּי זֹאת אוֹת כְּתוּבָה כִּי בְּתוֹכֵךְ אֶתֵּן מִשְׁכָּנִי
Hinéh ‘imí, zo’t ‘ot ktuváh ki betojej ‘etén mishkaní
He aquí conmigo, esto es una Ktuváh (contrato matrimonial judío), porque pondré en medio de ti mi tabernáculo
רֵעִי, דּוֹדִי, נַפְשִׁי פָּדִיתָ וּלְךָ רַעְיָה אוֹתִי קָנִיתָ
Re’í, Dodí, nafshí padita, ulejá ra’yah ‘otí qanita
Amigo mío, amado mío, mi alma redimiste, y para ti (como) amiga a mí compraste (adquiriste)
עַתָּה לִי בֵּין עַמִּים זֵרִיתָ וְאֵיךְ תֹּאמַר, דּוֹד, אֲהַבְתָּנִי
‘atáh li béyn ‘amim zerita, ve’eyj to’mar Dod ‘ahavtani
Ahora a mi, entre los pueblos esparciste ¿cómo dirás oh amado que me amaste?

אֲיֻמָּתִי, לְטוֹב זֵרִיתִיךְ וְלִתְהִלָּה וּלְשֵׁם שָׂרִיתִיךְ
‘ayumatí, letov zeritij velithilah ulshem saritij
Temerosa mía, para bien te esparcí, para alabanza y para renombre te he engalanado
כִּי אַהֲבַת עוֹלָם אֲהַבְתִּיךְ שִׂמְחִי, כִּי יְשׁוּעָתֵךְ אָנִי
Ki ‘ahavat ‘olam ‘ahavtij, simji ki yeshu’atej ‘ani
Porque de amor eterno te amé, alégrate, porque tu salvación soy yo

לוּ יְהִי כִדְבָרְךָ, יְדִידִי עַתָּה מַהֵר אֱסוֹף נְדוּדִי
Lu yehi kidvarjá, yedidí ‘atáh maher ‘esof nedudí
Oh si fuera según dices, amado mío, ahora, rápido, recoge mis andanza (los errantes de Israel)
וּלְתוֹךְ צִיּוֹן נְחֵה גְדוּדִי וְשָׁם אַקְרִיב לָךְ אֶת קָרְבָּנִי
Ultoj Tziyón nejéh gdudí, vesham ‘aqriv laj ‘et qorbaní
Y dentro de Sion conduce mis escuadrones, y allí te acercaré mi ofrenda
חִזְקִי, רַעְיָה, חִכֵּךְ כְּיֵין הַטוֹב כִּי צִיץ יִשְׁעֵךְ רַעֲנָן רָטֹב
Jizqí Ra’yah, jikéj keyéyn Hatov ki tzitz yish’ej ra’anan ratov
Toma fuerzas oh amiga, tu paladar es como el buen vino, porque la hierba de tu salvación está fresca con rocío
וּלְצָרַיִךְ אֶכְרוֹת וְאֶחְטֹב וְחִישׁ אֶשְׁלַח לָךְ אֶת סְגָנִי
Ultzaráyij ‘ejrot ve’ejtov vejish ‘eshlaj laj ‘et sganí
Y a tus adversarios cortaré y talaré y rápido te enviaré a mi vice- (El mesías).